# انمیواآم
انمیواآم (روسی: Энмываам) یک رودخانه در ناحیه خودگردان چوکوتکای کشور روسیه است.